# Piero Hincapié
Piero Martín Hincapié Reyna (Esmeraldas, 9 de janeiro de 2002), é um futebolista equatoriano que atua como zagueiro e lateral-esquerdo. Atualmente joga pelo Bayer Leverkusen.

## Carreira
Começou a jogar futebol aos sete anos, inicialmente pelos clubes locais Escuela Refinería, Emelec e Barcelona. Com dez anos, se mudou para Guaiaquil para jogar pelo Norte América. Após passagem pelo Deportivo Azogues, ingressou no Independiente del Valle em novembro de 2016. Foi promovido ao time titular em agosto de 2019 para uma partida do Campeonato Equatoriano de Futebol contra o Mushuc Runa. Na temporada de 2020, logo após a conquista da Copa Libertadores Sub-20, Hincapié fez aparições vindo do banco contra Universidad Católica e Macará.
Assinou contrato com o Bayer Leverkusen, clube da Bundesliga alemã. Ele fez sua estreia em 16 de agosto, entrando na partida da fase de grupos Liga Europa da UEFA contra o Ferencváros, com a vitória do Leverkusen por 2–1. Ele marcou seu primeiro gol pelo clube em 30 de setembro, marcando o gol de abertura contra o Celtic na vitória por 4 a 0 na Liga Europa.
Foi capitão na categoria Sub-17. Ele jogou sete vezes no Campeonato Sul-Americano Sub-17 no Peru, antes de jogar quatro vezes na Copa do Mundo Sub-17 da FIFA subsequente no Brasil. Ele fez sua estreia pela seleção equatoriana de futebol em 13 de junho de 2021, em um jogo da Copa América de 2021 contra a Colômbia. Jogou os 90 minutos na derrota por 0-1.

## Estatísticas
| Seleção | Ano   | Part. | Gols |
| ------- | ----- | ----- | ---- |
| Equador | 2021  | 12    | 1    |
| Equador | 2022  | 9     | 0    |
| Total   | Total | 21    | 1    |

### Gols pela seleção
| Número | Data                   | Local                                       | Oponente  | Placar | Resultado | Competição                                             |
| ------ | ---------------------- | ------------------------------------------- | --------- | ------ | --------- | ------------------------------------------------------ |
| 1.     | 11 de novembro de 2021 | Estádio Rodrigo Paz Delgado, Quito, Equador | Venezuela | 1–0    | 1–0       | Eliminatórias da Copa do Mundo FIFA de 2022 – CONMEBOL |

## Títulos
Independiente del Valle
- Copa Libertadores da América Sub-20: 2020

Bayer Leverkusen
- Bundesliga: 2023–24
- Copa da Alemanha: 2023–24
- Supercopa da Alemanha: 2024

### Prêmios individuais
- Equipe Mundial do Ano Sub-20 da IFFHS: 2022 [9]
- Equipe ideal da Copa América: 2024
- Time da temporada da Bundesliga (Kicker): 2024–25[10]